# Lockbourne
Lockbourne és una població dels Estats Units a l'estat d'Ohio. Segons el cens del 2000 tenia 280 habitants.

## Demografia
Segons el cens del 2000, Lockbourne tenia 280 habitants, 107 habitatges, i 78 famílies. La densitat de població era de 1.201,2 habitants/km².
Dels 107 habitatges en un 26,2% hi vivien nens de menys de 18 anys, en un 56,1% hi vivien parelles casades, en un 8,4% dones solteres, i en un 26,2% no eren unitats familiars. En el 23,4% dels habitatges hi vivien persones soles el 12,1% de les quals corresponia a persones de 65 anys o més que vivien soles. El nombre mitjà de persones vivint en cada habitatge era de 2,62 i el nombre mitjà de persones que vivien en cada família era de 3,05.
Per edats la població es repartia de la següent manera: un 25,4% tenia menys de 18 anys, un 5,7% entre 18 i 24, un 27,5% entre 25 i 44, un 25,7% de 45 a 60 i un 15,7% 65 anys o més.
L'edat mediana era de 39 anys. Per cada 100 dones de 18 o més anys hi havia 97,2 homes.
La renda mediana per habitatge era de 33.929 $ i la renda mediana per família de 38.125 $. Els homes tenien una renda mediana de 26.875 $ mentre que les dones 25.500 $. La renda per capita de la població era de 14.802 $. Aproximadament el 5,1% de les famílies i el 9,5% de la població estaven per davall del llindar de pobresa.

## Poblacions més properes
El següent diagrama mostra les poblacions més properes.